# Гури Абдельмалек
Гури Абдельмалек, также известный как Халид Абу Сулейман (1977, Сиди-Мустафа — 2014, Иссер) — алжирский террорист, бывший руководитель исламистской военизированной группировки «Джунд аль-Хиляфа».

## Биография
Гури Абдельмалек родился в 1977 году в городе Сиди-Мустафа, расположенном в провинции Бумердес на севере Алжира. В годы гражданской войны перешел на сторону исламистов, принимал участие в вооруженной борьбе против правительства Алжира. В возрасте 20 лет был арестован и приговорен к пяти годам заключения. В июле 1999 года вышел на свободу по амнистии.
После освобождения Гури Абдельмалек активно сотрудничал с иностранными исламистскими группировками, проходил военную подготовку в долине Бекаа (Ливан). Вместе с группой алжирских наёмников в мае 2007 года принимал участие в вооруженных столкновениях с группировками «Фатх-аль-Ислам» и «Джунд аш-Шам», а также ливанскими правительственными силами в лагере Нахр-эль-Барид.
После разгрома боевиков смог бежать в Дамаск, а оттуда с помощью поддельных документов вернуться обратно в Алжир. В это же время присоединился к Аль-Каиде в странах исламского Магриба, участвовал в подготовке терактов в столице Алжира 11 декабря 2007 года.
С этого момента Гури Абдельмалек стал объектом пристального внимания алжирских спецслужб. В марте 2012 года он был заочно приговорен к смертной казни за подготовку теракта в городе Тения.
29 июня 2014 года Исламское государство провозгласило в Ираке восстановление халифата и призвало другие джихадистские группы присягнуть ему на верность. АКИМ отвергает это предложение в заявлении, опубликованном 4 июля 2014 года, и подтверждает свою верность «Аль-Каиде». Абдельмалек Гури выступил против этого решения, в июле он покинул АКИМ примерно с тридцатью боевиками, основал «Джунд аль-Хиляфа» (Солдаты халифата) и присягнул на верность Исламскому государству,
Первое действие, на которое претендует группа, — это обезглавливание французского туриста Эрве Гурделя 23 сентября.
Гури Абдельмалек был убит алжирской армией вечером 22 декабря 2014 года.